# Мортен Гаґстрем
Мортен Ганс Гаґстрем (швед. Mårten Hans Hagström; 27 квітня 1971; Ерншельдсвік, Швеція) — шведський музикант, найбільш відомий як ритм-гітарист екстремального метал-гурту Meshuggah. Він приєднався до гурту після виходу їхнього першого альбому, що дозволило Єнсу Кідманові зосередитися на вокальних виступах і відмовитися від обов'язків ритм-гітари. Він і його колега-гітарист Meshuggah Фредрік Тордендал відомі своєю складною ритм-гітарою. Гаґстрем назвав Rush, Джеймса Гетфілда, Squarepusher, Autechre, Strapping Young Lad і GISM як впливові.
В інтерв'ю Metal Injection він сказав: «Ви не можете грати на інструменті через його технічні особливості. Це інструмент, який ви використовуєте, щоб отримати те, що тут і тут [серце і розум] там». Він також заявив, що коли він тільки почав вивчати гітару, панувала тенденція до все більш віртуозної гри на лідируючому, і що він вирішив зосередитися на розвитку свого хитромудрого стилю ритм-гітари.
Незважаючи на те, що Тордендал виконує більшість гітарних соло Meshuggah, вони більш-менш рівномірно розподіляють обов'язки по написанню пісень, зокрема Гаґстрем написав «Nebulous» з Nothing, «Acrid Placidity» з Destroy Erase Improve і «Neurotica» з Chaosphere. З випуском альбому Meshuggah obZen Гаґстрем також відмовився від гри виключно на ритм-гітарі, виконавши повільніші, мелодійні головні ролі в піснях, які він написав, наприклад «Electric Red» і «Pravus».
На додаток до цього, він додав тексти пісень для деяких пізніших релізів гурту, написав Catch 33 разом з барабанщиком Meshuggah Томасом Гааке та повністю написав слова для їхнього абстрактного міні-альбому I. Гаґстрем і Гааке грали музику разом відтоді, як вони було дев'ять років.
Гаґстрем разом із Тордендалем посів 35 місце за версією Guitar World у 100 найкращих гітаристів важкого металу всіх часів.

## Обладнання

### Гітари

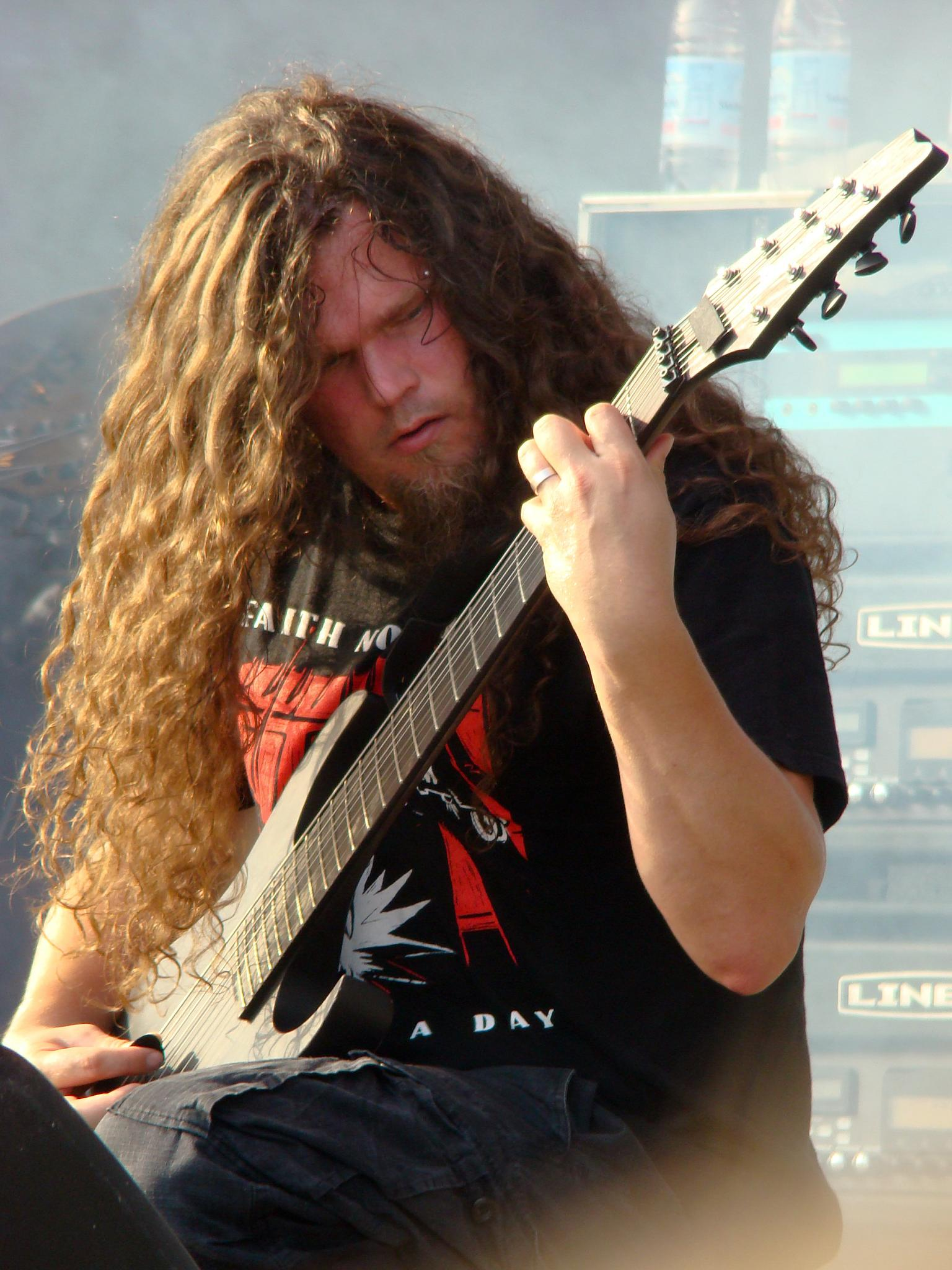
Гаґстрем під час концерту. 2008 рік

Основна гітара Гаґстрема — це Ibanez Custom 8-String M8M, яка має корпуси у формі RG зроблені з вільхи або болотного ясеня у формі Iceman з 5-компонентними грифами з клену/бубінги (29,4" {746,76 мм}), накладками з палісандрового дерева (без вставок). , фіксований бридж (насправді фіксоване тремоло Ibanez FX-Edge), один звукознімач Lundgren Model 8. Він використовує струни калібру .9-.70, налаштовані на півступені до кінця 90-х. І Гаґстрем, і Тордендал використовували 7-струнні гітари Ibanez (спочатку моделі Universe, потім однознімні варіанти RG7620 і RG7621 для Тордендаля і Гаґстрема відповідно), перш ніж перейти на 8-струнні гітари Nevborn в епоху Nothing були дещо нестабільними під час гастролей, і коли Ibanez висловили бажання спробувати створити свої 8-струнні гітари, вони прийняли пропозицію.
Мортен Гаґстрем модифікував свою власну 8-струну, щоб пристосуватись до деяких проблем із артритом на плечі. Його новий нестандартний Ibanez M8M має 28-дюймову шкалу довжини з напівпорожнистим корпусом, що полегшує сценічний виступ і студійний запис. Він також отримав серійну модель 27-дюймової шкали гітари (Ibanez Iron Label ARZIR28 8 String) для іншої половини сценічного часу.

#### Гітарні струни
Струни DR, Tite-Fit, набір LH-9 «Lite & Heavy»: [.009 — .011 — .016 — .026 — .036 — .046], .052, .070 (штабні калібри на підписній гітарі Ibanez M8M)
Струни DR, Tite-Fit, набір TF8-10 «8 String Medium»: .010 — .013 — .017 — .026 — .036 — .046 — .056 — .075

#### Гітарні плектри
Jim Dunlop 1 мм стандартний нейлоновий

### Підсилювачі та ефекти
- Підсилювачі Fortin Amplifiers «Meshuggah» на замовлення
- Fractal Audio Axe-Fx Ultra (станом на тур obZen)
- Головні пристрої Line 6 Vetta II
- Ефекти T.C. Electronic
- Mesa/Boogie .50 Calibre (Ера None)
- Mesa/Boogie Dual Rectifier (Destroy Erase Improve і Chaosphere era)
- Line 6 Pod Pro (Nothing, I and Catch Thirtythree era)[9]